# Pusztaháza
Pusztaháza (1899-ig Puczák, szlovákul: Korunková, korábban Pucakovce) község Szlovákiában, az Eperjesi kerületben, a Sztropkói járásban.

## Fekvése
Sztropkótól közúton 16 km-re, légvonalban 7 km-re keletre, az Olyka-patak és az Ondava között fekszik.

## Története
1408-ban „Puczagshaw” néven említik először, 1454-ben „Puczak” néven szerepel. A sztropkói uradalomhoz tartozott. A 16. században ruszinokkal telepítették be. 1600-ban 18 ház állt a faluban. 1715-ben nyolc háza volt.
A 18. század végén Vályi András így ír róla: „PUCZÁK. Orosz falu Zemplén Vármegyében, földes Ura Bérnát Uraság, lakosai ó hitüek, fekszik Kolbóczhoz 1, Pravróczhoz 2, és Szalnyikhoz fél órányira; határja három nyomásbéli, agyagos, hegyeken fekszik, terem rozsot, és zabot, szőleje nints, erdeje tsekély, piatza Sztropkón.”
Fényes Elek 1851-ben kiadott geográfiai szótárában így ír a faluról: „Puczák, orosz falu, Zemplén vmegyében, Sztropkóhoz 1 mfd. 395 g. kath., 13 zsidó lak. Gör. szentegyházzal, 619 hold szántófölddel. F. u. Bernáth. Ut. p. Orlich.”
Borovszky Samu monográfiasorozatának Zemplén vármegyét tárgyaló része szerint: „Pusztaháza, azelőtt Puczák. Kis ruthén község, csupán 27 házzal és 152 gör. kath. vallású lakossal. Postája Sztropkó, távírója és vasúti állomása Radvány. Hajdan a sztropkói uradalomhoz tartozott. Újabbkori birtokosa a XVIII. században Bernáth Ferencz volt. Ettől kezdve a Bernáth család birtoka egész a mult század közepe tájáig, a mikor Petróczy Károlyé lett és most is az ő örököseinek van itt nagyobb birtokuk. Gör. kath. temploma 1746-ban épült.”
A trianoni diktátumig Zemplén vármegye Sztropkói járásához tartozott.

## Népessége
| Év:            | 1994. | 2004.    | 2014. | 2024.    |
| -------------- | ----- | -------- | ----- | -------- |
| Emberek száma: | 120   | 100      | 93    | 59       |
| Eltérés:       |       | -16,66 % | -7 %  | -36,55 % |

| Év:            | 2023. | 2024. |
| -------------- | ----- | ----- |
| Emberek száma: | 59    | 59    |
| Eltérés:       |       | +0 %  |

1910-ben 133, túlnyomórészt ruszin lakosa volt.
2001-ben 105 lakosából 95 szlovák és 7 ruszin volt.
2011-ben 77 lakosából 48 szlovák és 22 ruszin.

## Nevezetességei
Görögkatolikus temploma 1776-ban épült.